# مجلة الكويت
مجلة الكويت، أول مجلة كويتية وأول مجلة في الخليج العربي، كان أول رئيس تحرير لها هو عبد العزيز الرشيد.
صدرت في 20 يونيو 1928، وكانت في حجم كتاب متوسط من ثمانين صفحة، كتب على غلافها «الكويت» بخط كبير وتحتها مباشرة عبارة مجلة دينية تاريخية أدبية أخلاقية لغوية، وهي مجلة شهرية صدرت في الكويت.
توقفت عن الإصدار في مارس 1930 بعد صدور العدد العاشر من المجلد الثاني.
قام يعقوب الرشيد ابن عبد العزيز الرشيد بإعادة إصدارها في شهر يونيو 1950 وحتى ديسمبر من نفس العام، وقد ترأس تحريرها عبد الله الصانع.
حيث صرح عضو مجلس ادارة رابطة الأدباء الكويتيين فهد العبدالجليل أن الثقافة الكويتية أثرت بشكل كبير على المجتمع الكويتي وذلك بسبب صدور مجلة الكويت حيث تعتبر الأولى في الخليج العربي والكويت. 

### أهداف مجلة الكويت
حيث أن لمجلة الكويت أهدافاً عديدة وهي نشر كلا الحركتين الأدبية والثقافية في الكويت، وتعريف الناس بالشعراء والأدباء والكتاب الكويتيين الذين أنهضوا البلاد ثقافياً وإعلامياً، والتركيز على الأدباء والكتاب والشعراء الشباب وتشجيعهم، ونشر المشاريع التنموية التي تقوم بها الوزارات، ونشر المعالم الحضارية للبلاد ليتمكن القراء العرب من معرفتها ومعرفة قيمها في المجتمع، وأيضاً نشر الندوات المتعلقة بالمناسبات التراثية التي تقام في البلاد. 

## المجلات وأنواعها
بدأت المجلات بالظهور مع انتشار الطباعة في الدول الأوروبية، حيث ان المجلة هي شيئ مشابه للصحيفة يُنشر دورياً للناس، حيث يُكتب فيها العديد من المواضيع المختلفة والمتنوعة التي تناسب كافة الفئات العمرية، حيث تتنوع أهداف المجلة لأسباب عديدة سواء للترفيه أو صحية، وتحتوي هذه المجلات على قصص قصيرة وقصائد وأشعار، حيث أن للمجلات نوعين أولهما هو المجلات المنوعة والتي تحتوي على مجلات أسبوعية عامة ومجلات شهرية منوعة ومجلات منوعة أكاديمية، النوع الثاني من المجلات هو المجلات المتخصصة وتتضمن المجلات النسائية والمجلات الفنية وأيضاً أدبية وعلمية وغيرها، ومن أشهر المجلات العالمية هي مجلة ناشيونال جيوغرافيك. 

## مجلة الكويت المجددة
حاول يعقوب الرشيد إحياء مجلة الكويت تحية لذكرى والده فأصدرها من جديد تحت الاسم نفسه، واعتبرها امتداداً لسابقتها إذ كتب على الغلاف (الكويت: مجلة أدبية علمية اجتماعية - تصدر شهرياً مؤقتاً - أسسها عبد العزيز الرشيد سنة 1364 هـ - 1928م صاحبها ومديرها المسئول يعقوب عبد العزيز الرشيد - رئيس التحرير عبد الله علي الصانع).
وقد صدرت عددها الأول في يونيو 1950م، وظلت تصدر شهرياً حتى احتجبت في ديسمبر من العام نفسه.
قد حرصت (الكويت) المجددة على نشر الشعر كسابقتها، فكان من أبوابها الدائمة باب (رياض الشعر) وكان أكثر ما نشر في هذا الباب من أشعار فهد العسكر، كما استحدثت نشر القصص الذي لم تعرفه مجلة الكويت القديمة، إذ نشر قصة (صراع) في العدد سبتمبر سنة 1950م وهي عن تمزق المثقف بين مسلمات بيئته الريفية المحافظة ودرسته التي تغريه بإعادة التفكير في كل شيء.

### الصعوبات التي واجهتها
قد واجهت هذه المجلة الاخيرة الأزمة بأسرع مما واجهتها سابقتها، فعدد سبتمبر يحمل رقم (4) واضطرت إلى التوقف إبان شهر أكتوبر ليحمل عدد نوفمبر رقم (5)، وفي العدد الرابع ايضاً ظهرت علامات الأزمة المنتظرة، إذ اضطرب توزيع المواد وتداخل واستحدث باب (بريد القراء) لتغطية نقص المادة، ويؤكد هذا تضاعف حجم الطرائف واقتباسات الشعر والكتابات السريعة، واختفت أو قلت المقالات الطويلة الجادة، بما يشعر أن الأزمة في أساسها أزمة تحرير، ولهذا ايضاً ظهر العدد الخامس وفيه مشاركة واضحة من أقلام خارج الكويت بعد الاعداد السابقة.

## كتاب الكويت
تعكف المجلة على إصدار سنوي ملحق مع المجلة في أحد الاعداد، وفي مواضيع مختلفة. في عام 2016 اصدر المجلة بمناسبة مرور 25 سنة على تحرير الكويت، كتاب بعنوان «ربع قرن على التحرير، محنة الغزو وملحمة الفداء» 

## روابط خارجية
- الموقع الرسمي www.kuwaitmag.com